# Zunft zu Spinnwettern

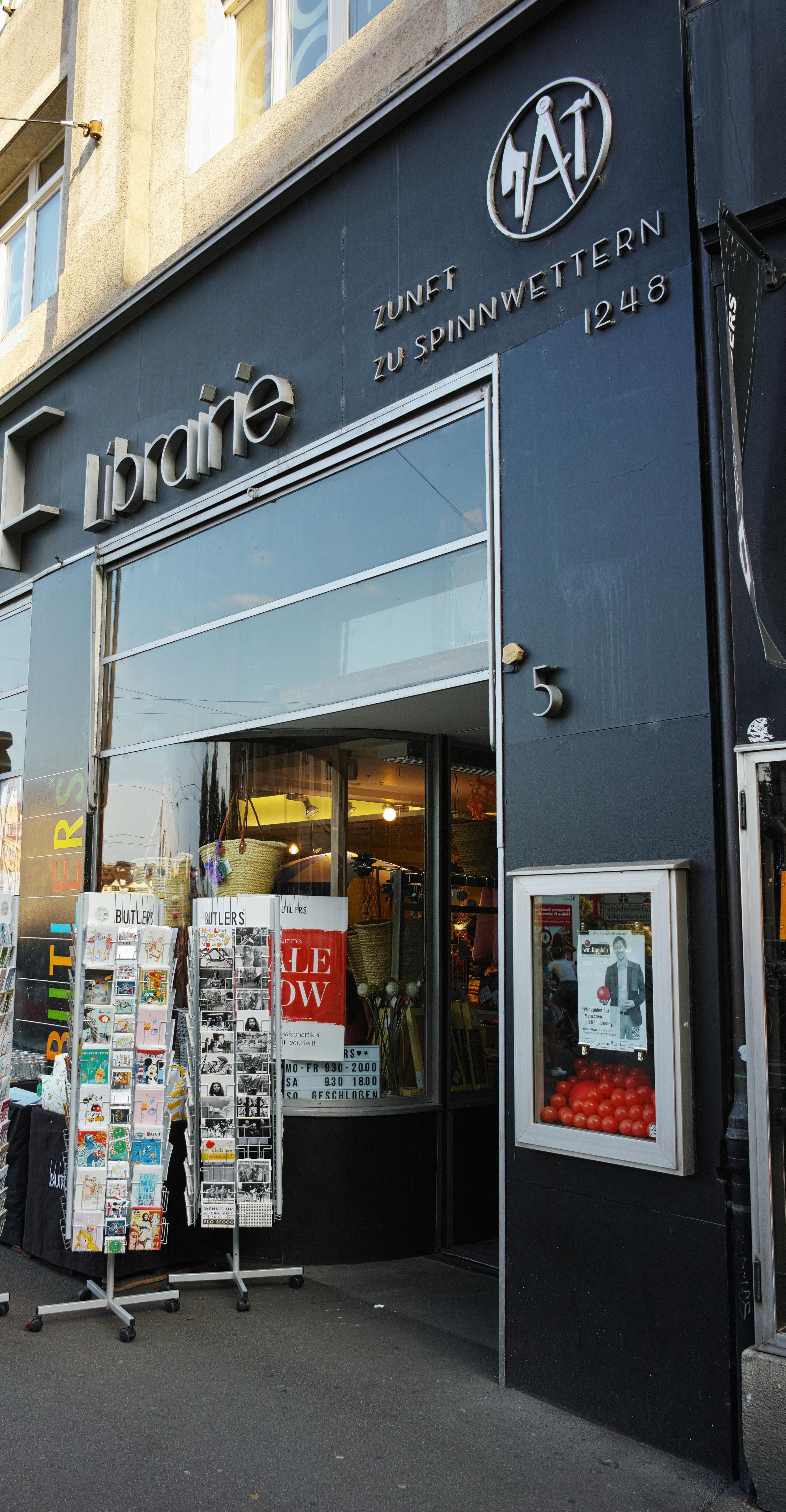
Eingang des Zunfthauses (2017)

E. E. Zunft zu Spinnwettern ist eine 1248 gegründete Zunft in Basel. Die Spinnwetternzunft ist die Zunft der «Bauleute». Dazu gehören traditionelle Handwerksberufe wie Maurer, Zimmerleute und Steinmetzen, heute aber beispielsweise auch Architekten, Plattenleger und neue Berufe, die mit dem Bauen verbunden sind. Früher vereinigte sie auch alle Berufe des holzverarbeitenden Gewerbes.

## Geschichte
Die Zunft wurde mit einem Stiftungsbrief des Bischofs Lüthold (Lütold) von Rötteln für die «Maurer, Gipser, Zimmerleute, Fassbinder und Wagner zu Basel» von 1248 errichtet. Obwohl das Dokument selbst nur mit anno domini MCCXLVIII, indictione sexta («im Jahre des Herrn 1248, in der 6. Indiktion») datiert ist, geben Paul Kölner und Eugen A. Meier, der sich auf Kölner stützt, den 23. September 1248 an. Dieses genaue Datum ist nicht plausibel, da der Stiftungsbrief einerseits ausdrücklich Bischof Lüthold nennt, dieser jedoch andererseits bereits im Juni 1248 abgedankt hatte.
Für die Bauleute in Basel wurde damit der Zunftzwang eingeführt: «Diejenigen aber, welche nicht in dieser Gesellschaft, wie oben erwähnt, sein wollen, sollen von dem Rechte, nach ihrem Belieben in der Stadt zu arbeiten, gänzlich ausgeschlossen sein.» Weitere wichtige Regelungen des Stiftungsbriefes waren das Verbot des Abwerbens von Gesellen und die Übereinkunft, für keinen Auftraggeber zu arbeiten, der einem Mitmeister gegenüber für die geleistete Arbeit noch in Schulden steht.
Die oberste Leitung der Bauleute blieb dabei zunächst noch in den Händen eines bischöflichen Ministerialen. Bischof Heinrich von Neuenburg verlieh den Bauleuten 1271 einen zweiten Zunftbrief, der die Leitung einem gewählten Meister der Zunft übertrug. Mit dieser zweiten Urkunde wurden der Zunft auch die Berufsgruppen der Wannenmacher und Drechsler («Becherer», die hölzerne Trinkgeschirre anfertigten) angegliedert.
Seit dem 16. Jahrhundert war der Besitz des Basler Bürgerrechts Voraussetzung für die Aufnahme in die Zünfte und damit die Ausübung der zünftigen Handwerke. Mit der Zeit wurde es schwieriger, sich in Basel einbürgern zu lassen; nachdem sich die Basler Bevölkerungszahl im 18. Jahrhundert stabilisiert hatte, wurde zeitweise gar niemand mehr eingebürgert. Bis zur Ausrufung der Helvetischen Republik 1798 bestimmten die Zünfte, darunter die Spinnwetternzunft, zusammen mit den Kleinbasler Ehrengesellschaften und den Vorstadtgesellschaften über alle politischen und gesellschaftlichen Fragen Basels. In der Helvetischen Republik galt Handels- und Gewerbefreiheit, der Zunftzwang war abgeschafft. Mit Beginn der Mediationszeit 1803 führte Basel den Zunftzwang jedoch wieder ein, der in der Folge bis 1874 bestehen blieb.
Heute hat die Mitgliedschaft in einer Zunft symbolischen Charakter, dient der Pflege baslerischer Traditionen und der Geselligkeit. Voraussetzungen für die Mitgliedschaft in der Spinnwetternzunft sind weiterhin, dass der Bewerber männlichen Geschlechts und Bürger der Stadt Basel ist sowie einen «spinnwetternzünftigen» Beruf gelernt hat oder ausübt. Der Zunft gehören rund 300 Zunftbrüder an.

## Name und Zunfthaus

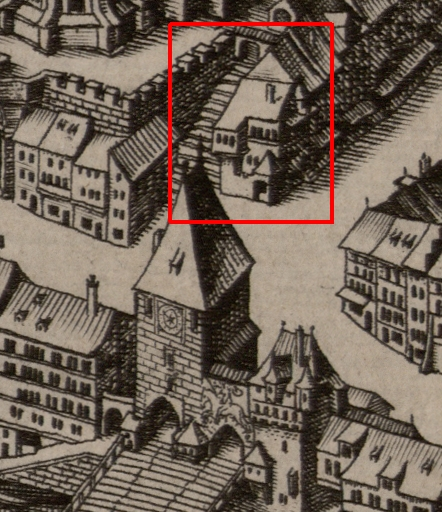
Zunfthaus auf dem Basler Stadtplan von Matthäus Merian (1615)

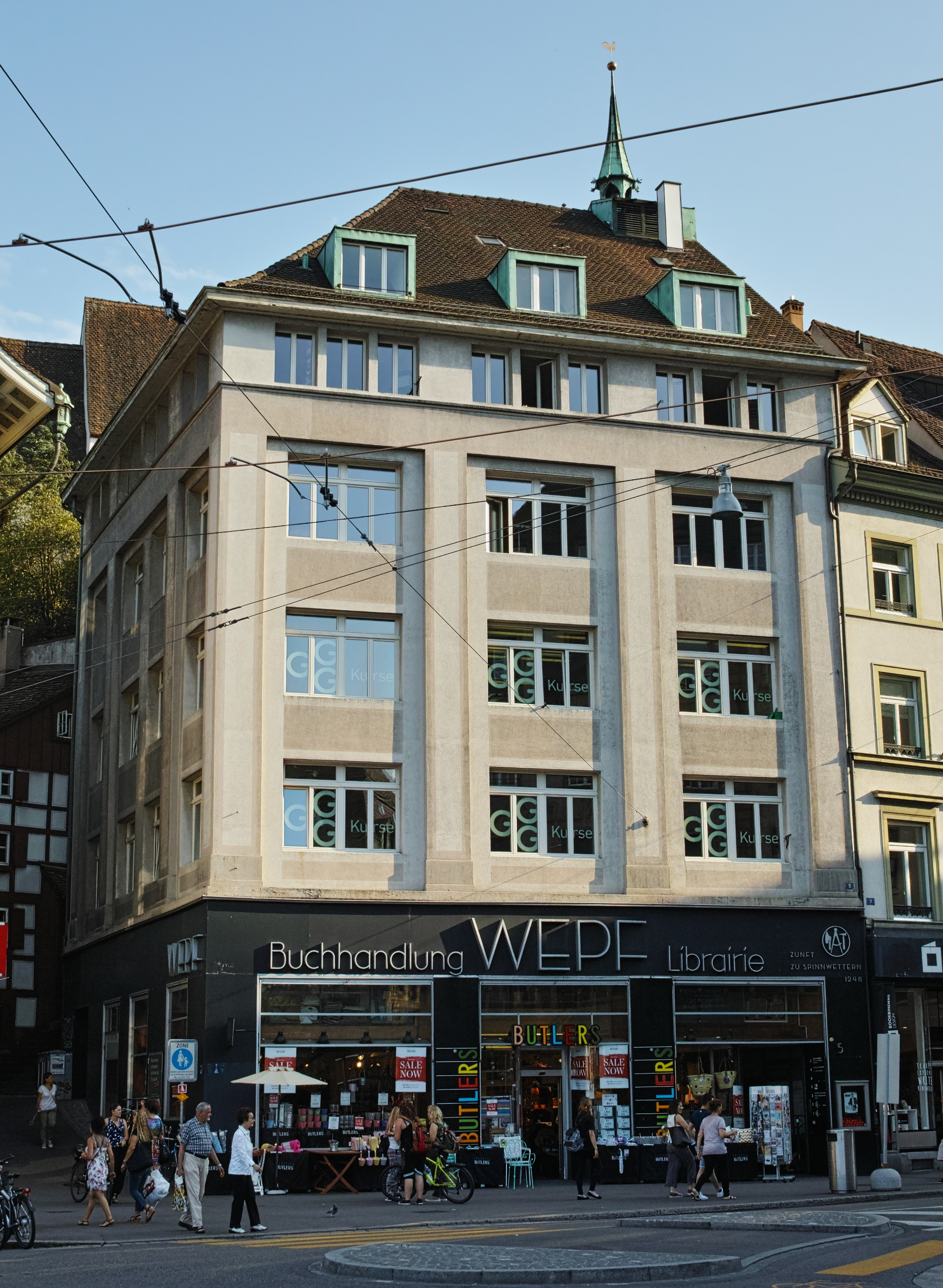
Das Zunfthaus 2017

Paul Kölner leitet den Namen der Zunft von der Bezeichnung ihres Zunfthauses her, das sie 1361 erworben hatte. Dieses, in der Nähe des Rheins an der Eisengasse gelegen, trug ursprünglich den Namen «Spichwartershus». Ein Spichwarter war Aufseher (Wärter) über einen Speicher, insbesondere Getreidespeicher. Da der Name im 14. Jahrhundert in der Umgebung von Basel auch bereits als Familienname vorkommt, lässt Kölner die Frage offen, ob das Zunfthaus seine Bezeichnung vom Inhaber des Spichwarter-Amtes oder von einem Namensträger hatte. Zu ihrer seit Mitte des 16. Jahrhunderts gebräuchlichen Form abgewandelt wurde die Bezeichnung über Spichwetter (1370), Spichwerter (1388), Spiwechter (1433), Spinwerter (1449), Spichwatter (1463), Spiwerte (1475) und Spywetter (1508). Ursprung und Bedeutung des Namens waren später in Vergessenheit geraten und es wurden verschiedene Spekulationen angestellt; unter anderem wurde behauptet, die Zunft habe früher eine Spinne als Zunftzeichen geführt.
Das ursprüngliche Zunfthaus war im Vergleich zu prachtvollen Gebäuden wie den später erbauten der Schlüsselzunft oder der Weinleutenzunft eher bescheiden. Es wurde in den folgenden Jahrhunderten stark umgebaut. Zu Beginn des 19. Jahrhunderts befand es sich in schlechtem Zustand. Im Zusammenhang mit einer grossen Strassenkorrektion wurden schliesslich die alten Zunfthäuser zu Spinnwettern und Schiffleuten 1839 abgebrochen. Das neue Zunfthaus zu Spinnwettern wurde ungefähr an der gleichen Stelle nach Plänen des städtischen Bauinspektors Amadeus Merian errichtet und am 10. Oktober 1842 eingeweiht. 1929 verkaufte die Spinnwetternzunft das Haus an den Buchhändler Wepf mit der vertraglichen Bedingung, dass ihr ein Sitzungszimmer vermietet werde.
Wepf liess das Haus vom Architekturbüro Von der Mühll und Oberrauch zu einem modernen Geschäftshaus umbauen. Das äussere Erscheinungsbild des Gebäudes an der Eisengasse 5 ist seit dem Umbau von 1930 im Wesentlichen unverändert geblieben; so trägt es immer noch den damals angebrachten grossen Schriftzug der Buchhandlung Wepf, daneben Zunftzeichen und Schriftzug der Spinnwetternzunft.